# Бирд, Фрэнк
Фрэнк Ли Бирд (англ. Frank Lee Beard; род. 11 июня 1949, Франкстон, Техас, США) — американский музыкант, ударник группы ZZ Top.
Фрэнк Бирд родился в городе Франкстон, штат Техас. Окончил Ирвингскую среднюю школу.
По иронии судьбы, Бирд, чья фамилия переводится как «борода» и играющий в «бородатой» группе, бороды не носит, так как она значительно осложняет игру на ударных инструментах. Обычно он носил только усы, но с 2013 года он носит аккуратную бородку.